# Kasper Otwinowski
Kasper Jaxa Otfinowski herbu Gryf (zm. przed 9 marca 1796) – burgrabia krakowski w 1791 roku, komornik ziemski krakowski.
Był komisarzem Sejmu Czteroletniego z powiatu krakowskiego województwa krakowskiego do szacowania intrat dóbr ziemskich w 1789 roku.